# Lizarda
Lizarda est une municipalité brésilienne située dans l'État du Tocantins. Sa population est estimée à 3 700 habitants (2010). La ville a été fondée en 1953.